# Малишки (Борисовський район)
Малишки (біл. вёска Малышкі) — село в складі Борисовського району Мінської області, Білорусь. Село підпорядковане Гливинській сільській раді, розташоване в північно-східній частині області.